# Anthidiellum crassepunctatum
Anthidiellum crassepunctatum là một loài Hymenoptera trong họ Megachilidae. Loài này được Popov mô tả khoa học năm 1935.